# 31 يوفروسيني
يوفروسيني (أو 31 يوفروسيني وفق تسمية الكوكب الصغير) (بالإنجليزية: 31 Euphrosyne)‏ هو كويكب ضمن حزام الكويكبات؛ وهو الكويكب الحادي والثلاثون من حيث ترتيب الاكتشاف.
اكتشف جيمس فيرغسون هذا الكويكب في الأول من سبتمبر سنة 1854؛ وأسماه يوفروسيني، على اسم إحدى الآلهة وفق الأساطير الإغريقية.